# Súplex

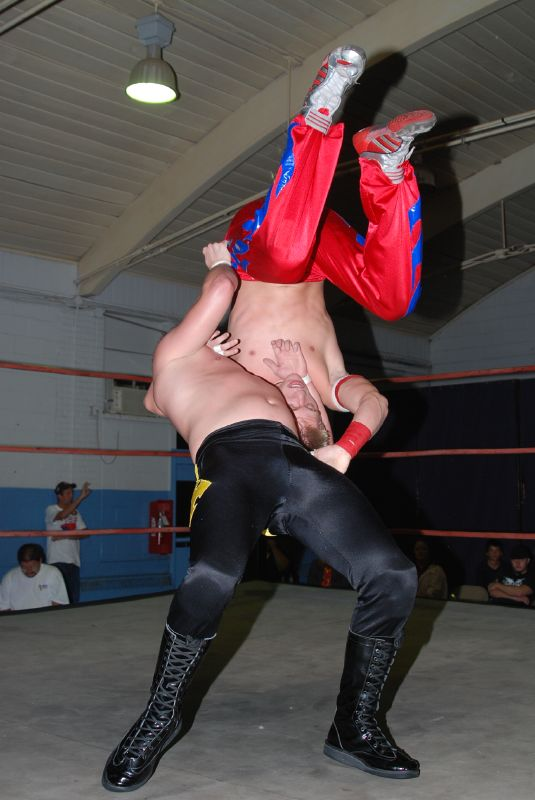
Un luchador ejecutando un súplex vertical.

Un súplex es un movimiento ofensivo usado en la lucha libre profesional, en el cual el ejecutor levanta a su oponente y lo arroja hacia atrás, haciéndolo pasar sobre su propio cuerpo. 
En la lucha libre olímpica existe un movimiento llamado suplay, un término de la lucha grecorromana. Este es probablemente el origen de la palabra "súplex", ya que la lucha amateur es mucho más antigua que la profesional aunque se pronuncia generalmente como "sue-plex"; esto sugiere que designan el mismo movimiento. Se cree que el origen de la palabra "súplex" viene del francés "souplesse" (flexibilidad).
El término súplex también se emplea para designar al súplex vertical.

## Variaciones

### Fisherman súplex
También llamado cradle súplex, en esta popular técnica el luchador mete la cabeza del rival bajo su brazo y la suya bajo el brazo del oponente. Entonces agarra una de las piernas del rival, normalmente por la rodilla, lo levanta con su brazo libre empujando su vientre o pecho y lo alza verticalmente en el aire antes de dejarse caer de espaldas para hacer aterrizar al oponente sobre la lona. Este movimiento es básicamente un súplex vertical agarrando la pierna del rival, y esto permite aplicar algunas sumisiones después del aterrizaje o derivar en un bridging pin.

### Kneeling súplex slam
Consiste en levantar al oponente con un súplex verticales y luego girarlo reforzandolo con un slam de manera arrodillada. Es muy simliar al movimiento "Falcon Arrow" solo que en vez de caer sentado cae arrodillado. Actualmente es utilizado por Baron Corbin en WWE como movimiento de firma.

#### Swinging fisherman súplex
También llamado Golden Gate Swing, en esta técnica el luchador mete la cabeza del oponente bajo su brazo y la suya bajo el del otro; entonces agarra la pierna del rival y gira su cuerpo lateralmente para hacer caer la espalda del oponente a la lona. Este movimiento es a veces confundido con el swinging leg hook fireman's carry slam, debido a la semejanza entre ambos.

### Rolling release súplex
Este súplex empieza cuando el atacante aplica un front facelock al rival y llevando el brazo del oponente sobre su hombro, entonces lo levanta en una posición vertical, el face lock es soltado cuando el atacante cae, al momento de caer gira el usuario dejando caer de espalda al rival.

### Slingshot súplex
Empieza con un lift súplex vertical, cerca de las cuerdas, luego el usuario le hace caer contra las cuerdas así rebotando hacia atrás y terminando con súplex normal.

### Snap súplex

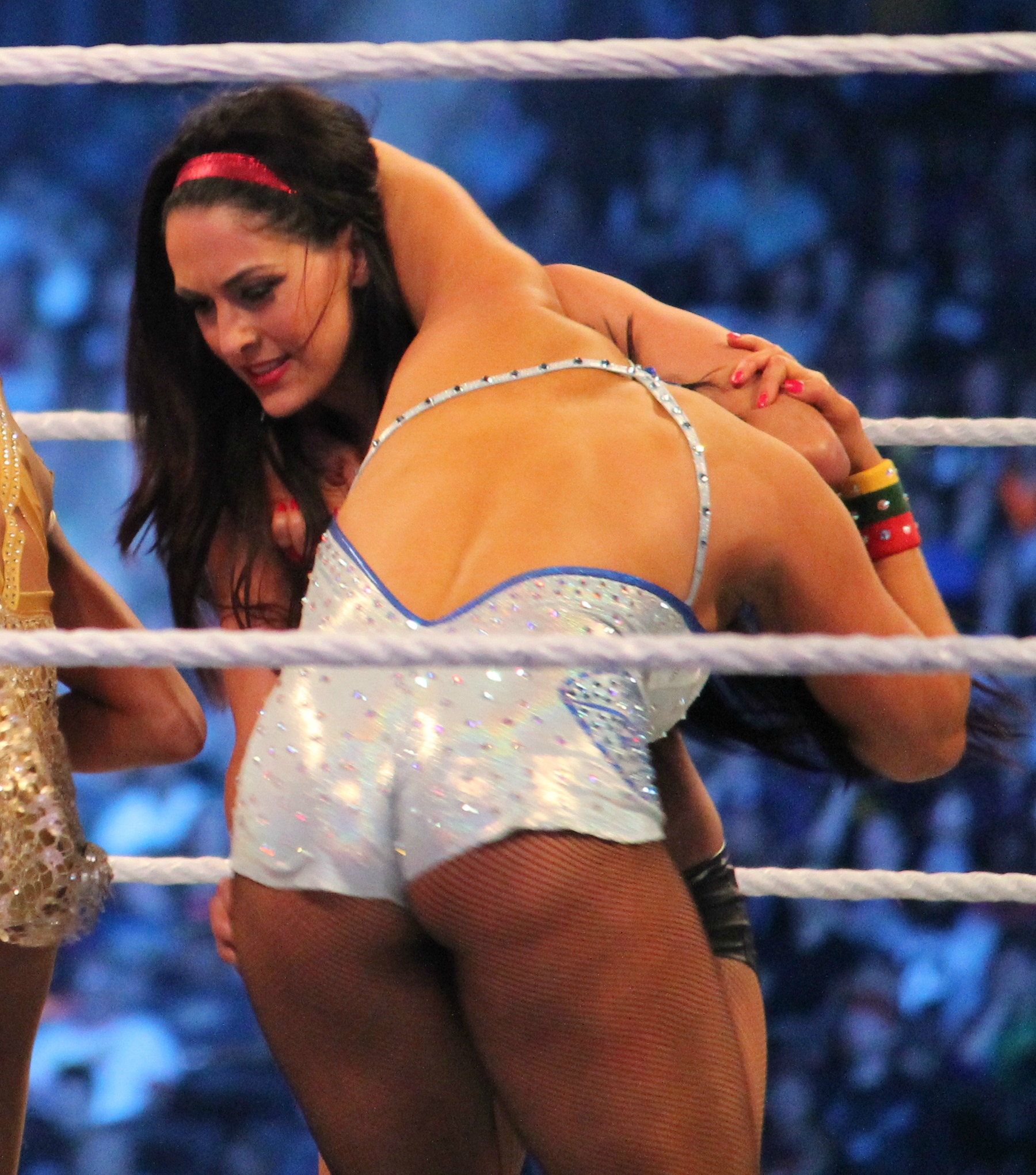
Brie Bella preparándose para aplicar un snap súplex sobre Aksana en WrestleMania XXX

En esta popular versión el usuario, que se encuentra frente a un oponente cargando en dirección contraria, lo apresa de la cabeza, manteniendo el brazo del otro sobre la suya, y aprovecha el impulso del rival para hacerle bascular de forma ascendente e impactarlo de espaldas en la lona, todo en un movimiento fluido. De hecho, esta técnica es únicamente un súplex vertical contraatacando.

### Superplex
El superplex, abreviado de super súplex, es una versión aérea del súplex, más comúnmente del súplex vertical, innovada por Dynamite Kid. En esta variante, el luchador se halla subido a la segunda cuerda con el oponente, apoyado en la tercera, apresando su cabeza bajo la axila y manteniendo el brazo del rival sobre el cuello del usuario. Entonces lo levanta en posición vertical, antes de dejarse caer de espaldas desde el poste para hacer aterrizar al oponente en el suelo.
Existe una variación en la que el oponente es impactado sobre una mesa, conjunto de sillas o cestos de basura, ya sea dentro o fuera del ring, o ejecutarse desde una escalera en Ladder Matches

#### Tower of Doom
En ocasiones, el luchador ejecutante del Superplex, al mismo tiempo de realizar el movimiento, recibe de un tercer luchador un Standing o Sunset Flip Powerbomb, renombrando al conjunto como Tower of Doom. El número de implicados puede variar, pudiendo ser dos luchadores que ejecuten el Superplex, dos que lo reciban, dos que ejecuten el Powerbomb, o una sumatoria de más de uno de estos aspectos.

### Sitout súplex slam
En este movimiento, el luchador levanta al oponente hasta un ángulo vertical, como en un súplex vertical, y desde esa posición gira sobre sí mismo para modificar el agarre en que el rival es sostenido; entonces se deja caer sentado para que el oponente aterriza entre sus piernas de un modo similar a un scoop slam piledriver. Esta técnica fue innovada por Hayabusa bajo el nombre de Falcon Arrow.

#### Inverted súplex slam
El atacante toma al rival en un front facelock y pasando el brazo del oponente por encima de su hombro. Luego levanta al rival en forma vertical, dejándose caer de estómago y que el rival golpee su rostro en el suelo; y es muy similar al Gourdbuster.

#### Sitout inverted súplex slam
El atacante aplica un front facelock al rival y pasa el brazo del rival por encima de su hombro. El atacante levanta a su rival en una posición vertical, y el atacante cae sentado, golpeando la cara del oponente en la lona.

### Súplex vertical

Ejecución del súplex vertical.

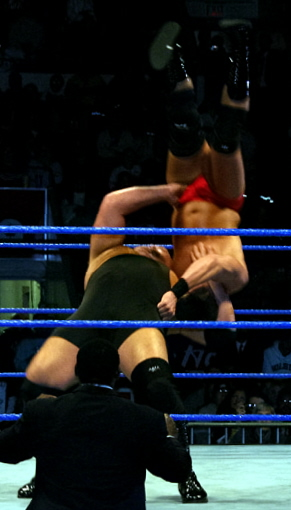
Big Show aplicando un súplex vertical sobre JBL.

El usuario, situado frente al oponente, mete la cabeza del otro bajo el brazo y pone la suya propia bajo el del rival. Entonces, normalmente empujando sus piernas, vientre o similar, levanta al oponente usando la presa para alzarlo verticalmente con la espalda recta en el aire; entonces, el usuario se deja caer de espaldas, arqueandola,  para hacer aterrizar al oponente en la lona. Esta es la variación más común de súplex.

#### Delayed súplex vertical
Esta variación, llamada súplex bandera en México, consiste en que el usuario levanta al oponente en un súplex vertical normal y corriente, pero al llegar a la posición vertical el oponente es mantenido ahí durante varios segundos antes de completar la maniobra. Esta técnica suele ser usada por oponentes muy fuertes para dar sensación de potencia.

#### Three Amigos
Es una cadena de tres súplex vertical (o Snap súplex dependiendo de la agilidad del ejecutante) en la que en el intervalo entre un súplex y otro, el ejecutante mantenga el candado o headlock sobre la cabeza del oponente, girando de decúbito sobre éste para poder estar de cara al piso y ponerse de pie para ejecutar el siguiente súplex. Esta combinación fue popularizada por Eddie Guerrero, y como tributo a él, muchos luchadores, en su mayoría de ascendencia latina o sus allegados, la han usado, como su sobrino Chavo Guerrero, Jr., Rey Mysterio, Chris Benoit y Sasha Banks

### Underhook súplex
El usuario toma al oponente, le sitúa la cabeza entre las piernas y sujeta ambos brazos. Cuando está así, lo sujeta con doble tirante, lo levanta y mueve su cuerpo hacia un lado, dejando caer al oponente sobre la lona de espaldas.

#### Double underhook súplex
En esta variación, el usuario hace inclinarse al oponente, dobla sus brazos sobre su espalda y pasa los suyos por debajo. Desde esa posición, el luchador levanta al oponente y lo catapulta sobre sí mismo para hacerle caer sobre la lona de espaldas.
Este súplex es un movimiento legítimo de catch wrestling, cuya versión original era idéntica salvo en el aspecto de atrapar las axilas del usuario y no sus brazos (ya que estos no soportan el peso del resto del cuerpo, y por tanto se romperían si el oponente no colaboraba en el lanzamiento como en la posterior lucha libre coreografiada). El movimiento original era usado por Billy Robinson, quien hizo famoso el double underhook súplex, y de hecho su versión aún es usada en Japón, donde Robinson compitió y enseñó.

#### Pumphandle súplex
El luchador se coloca detrás del oponente y lo inclina hacia delante. Uno de los brazos del oponente se tira hacia atrás entre las piernas y se mantiene, mientras que el rival de otro brazo está conectado por el atacante maniobrar el brazo por delante del hombro del contrario (como en un Pumphandle) y asegurar que detrás de la cabeza (un trimestre- nelson). El atacante entonces levanta a su oponente sobre su cabeza y cae hacia atrás para golpear al oponente contra la lona back-primero.
Hay muchas variaciones del Pumphandle súplex, incluyendo el mantenimiento de la empuñadura para aterrizar el oponente en la estera de bruces, o invirtiendo la posición del cuerpo del rival y asegurar el brazo libre del contrario usando un agarre medio-nelson en lugar del habitual cuartos de nelson.

## Belly to back

### Belly to back súplex
También llamado back súplex o backdrop súplex en Japón, en esta técnica el luchador mete la cabeza bajo el brazo de un oponente de espaldas a él; entonces, agarra su cintura y lo levanta sobre su hombro, para dejarse caer hacia atrás y hacer chocar la parte superior de la espalda y el cuello del rival contra la lona. Esta técnica puede derivar en un bridging pin fácilmente, algo llamado puente griego en México.
Esta técnica es un movimiento básico en la lucha libre. El impacto sobre el cuello del oponente no está exento de riesgos, ya que de hecho Mitsuharu Misawa falleció tras recibir esta técnica.

#### Bridging leg hook belly to back súplex
El atacante comienza al lado del rival, y se pone detrás de un oponente de pie. Entonces el atacante pone su cabeza bajo el brazo del rival, y agarra su dorso. Luego con su brazo libre agarra una de las piernas del rival, forzando al oponente a estar en una posición right angle. Finalmente levanta al rival dejándolo caer de nuca y hombros en la lona, simultáneamente haciendo un arco llevándolo a una posición de Pinfall.
Este movimiento es usado por William Regal como Regal-Plex y por su pupilo Daniel Bryan en WWE.

#### Spinning leg hook belly to back súplex
El atacante se encuentra detrás del rival y pone su cabeza bajo del brazo del rival. Luego con uno de sus brazos agarra el dorso y con el otro la pierna del rival. Al levantar el atacante da un giro de 180° dejando caer al rival de espalda.

### Cobra clutch súplex
El atacante toma al rival en una posición de Cobra Clutch Hold. Proceden a levantar al rival y dejándolo caer de espalda, llevando la cabeza a la lona.

### Crossface chickenwing súplex
El atacante se encuentra detrás del rival. Agarra uno de los brazos del rival en un chickenwing y con su otro brazo agarra la cabeza del rival. Entonces levanta al rival dejándolo caer de espaldas en el ring.

### Full nelson súplex
En esta variante, el usuario se sitúa tras el oponente y tira de sus brazos para pasar los suyos por debajo y unir las manos en el cuello del otro, en una full nelson; entonces, el luchador usa esta presa para levantar al oponente sobre él y se deja caer hacia atrás para impactar la nuca y la parte superior de la espalda del rival contra el suelo.
Este movimiento fue innovado por Tatsumi Fujinami como Dragon súplex.

#### Half nelson súplex
Una variación del German súplex, donde el atacante se encuentra detrás del rival, mirando ahcia la misma dirección. El atacante pasa un brazo por debajo de uno del rival, agarrando la nuca del rival con su mano, forzando a dejar en el aire al brazo del rival (posición de half nelson). El atacante agarra con su brazo libre el dorso del rival, entonces lo levanta y deja caer al rival en la lona de nuca y hombros.

### Gutwrench súplex
El luchador hace agacharse al rival ante él y rodea su cintura con los brazos. Entonces, el usuario levanta al oponente de esa presa y gira hacia un lado, soltando al oponente para que caiga de espaldas al suelo.
Una variante de este movimiento fue innovada por el luchador olímpico Alexander Karelin como Karelin Lift. También existe una técnica similar en el judo, donde es conocido como tawara gaeshi.

### German súplex
El German súplex o súplex Alemán, nombrado técnicamente como belly to back waist-lock súplex, consiste en que el usuario se sitúa detrás del oponente, rodea su cintura con los brazos y lo levanta hasta que al menos un tercio de la espalda del rival quede por encima de la cabeza del usuario; entonces este se deja caer de espaldas para lanzar al adversario hacia atrás y que su nuca, hombros y espalda superior impacten contra la lona. 

Ejecución del German súplex.

Este súplex puede ser derivado en una posición de pinfall, muy usada como movimiento final y llamada Bridging German súplex o súplex con Puente; es realizada arqueando el cuerpo hacia arriba para que la propia espalda no contacte contra el suelo mientras se mantiene la del oponente contra él, apoyada en la lona después del impacto. Otra variante llamada release German súplex consiste en que el luchador suelta al oponente antes de que impacte para que caiga de modo libre al suelo.
De forma similar a muchas variantes de súplex, el German súplex puede ser derivado en otro German súplex mediante un giro lateral del cuerpo del usuario, sin soltar la cintura del oponente después de impactar, para volver a la posición boca abajo y levantarse.
Este movimiento fue innovado por Lou Thesz y nombrado como German súplex por Karl Gotch, quien además creó la variante bridging. En la era moderna fue popularizado hasta hacerlo un movimiento de culto en Japón, referenciado no sólo en promociones de lucha libre, si no que también en series de manga, anime y videojuegos, mientras que en occidente fue y es un movimiento característico de luchadores de la talla de Chris Benoit, Kurt Angle y Brock Lesnar.

### High-angle belly-to-back súplex
También conocido como backdrop driver/súplex, el luchador atacante se posiciona detrás de su oponente y pone su cabeza debajo de su brazo. Luego levanta al oponente usando ambos brazos colocados alrededor del torso del oponente. El atacante finalmente cae hacia atrás para llevar al oponente a la lona y que caiga sobre su cuello y hombros. Usado por «Dr. Death» Steve Williams y Takeshi Morishima.

### Tiger súplex
Innovada por Alfonso Dantés y popularizada por el Tiger Mask original, Satoru Sayama, el usuario, que se halla detrás del oponente, agarra los brazos del rival y los apoya contra su espalda, pasando los suyos por debajo de las axilas. Entonces lo levanta sobre su cabeza usando la presa y se deja caer de espaldas para impactar la nuca y parte alta de la espalda del oponente contra la lona, a veces finalizando con un bridging pin.

### Wheelbarrow súplex
En esta técnica, el usuario se acerca al oponente, que se halla de espaldas a él, y agarra sus piernas, levantándolo de ellas hasta que la parte superior de la espalda se halle por encima de la cabeza del atacante (posición Wheelbarrow o cazadora); entonces, el luchador se deja caer hacia atrás, como en el German súplex, para que la nuca, hombros y parte superior de la espalda del rival choquen contra el suelo.

### Sleeper súplex
El usuario se acerca a un oponente de espaldas y rodea su cuello con un brazo, como en una Sleeper hold (Standing Rear Naked Choke); entonces, levantándolo con el brazo usado en la presa, se dea caer hacia atrás impactando la espalda del rival contra el suelo.
Este tipo de movimiento se puede ver con otras presas, en lugar de la sleeper hold.

### Straight jacket súplex
El usuario agarra ambos brazos de forma cruzada lo levanta y dejando caer la espalda del oponente. Esta variación es muy similar al overhead belly to belly súplex

## Belly to belly

### Belly to belly súplex
También llamado front súplex, en este movimiento el luchador atacante abraza el abdomen del oponente, situado frente a frente, lo levanta y da un brusco giro con el cuerpo hacia un lado y un poco hacia arriba para darse la vuelta y aterrizar en la lona impactando al oponente sobre su espalda. Una variante llamada overhead belly to belly súplex consiste en que el oponente es lanzado en posición vertical después de ser agarrado por el oponente.
Actualmente la luchadora Bayley lo usa llamándolo Bayley-To-Belly- súplex como movimiento final.

### Capture súplex
El usuario esta en frente del oponente lo toma por su pierna y la levanta hasta ponerla en su hombro y con el otro brazo toma por el cuello al oponente. Después lo levanta para que caiga.
Este movimiento fue popularizado por Tazz como Tazz Capture.

### Choke súplex
El luchador agarra la garganta del oponente de forma similar a la posición de chokeslam (un brazo sosteniendo el cuello rival, pasando el brazo más cercano de él sobre el mismo, y el otro sosteniendo la cadera rival). Entonces lo levanta, lo hace girar hasta ponerlo en posición vertical y lo deja caer hacia atrás por encima del usuario, como en un ura-nage. Existen diferentes variantes de esta técnica.

### Exploder súplex

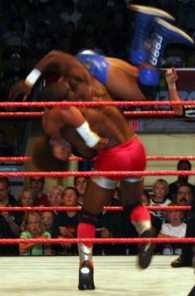
Shelton Benjamin aplicando un T-Bone súplex a Carlito.

También conocido como T-Bone súplex, en esta técnica el luchador rodea el cuello de un oponente delante de él con un brazo, como en un side slam; entonces agarra la pierna del oponente y usa ambas presas para levantarlo por encima del usuario y caer hacia atrás, haciendo que el oponente aterrice sobre su espalda. 
En una variación llamada blizzard súplex el oponente es lanzado horizontalmente. Esto puede incluir un bridging pin. También, en otra variante, el usuario puede transicionar el súplex en un scoop powerslam pin mientras lo realiza.

#### Northern Lights súplex
También conocido como Double Wrist súplex. El usuario mete la cabeza bajo la axila del luchador enemigo, situado frente a él, cierra los brazos en torno a su abdomen y lo levanta por encima de la cabeza para hacerlo aterrizar sobre su espalda. Esa variante admite una posición de bridging pin.

### Saito súplex
Esta técnica es un Belly to Back súplex en el que el usuario levanta al oponente y se deja caer hacia atrás impactando la nuca del oponente contra el suelo. Este movimiento fue innovado por Mr. Saito y es utilizada por luchadores como Aleister Black y Karrion Kross, quienes la utilizan como movimiento de firma.

### Super belly-to-belly súplex o Belly-to-Belly Superplex
Esta versión de un superplex es una versión aérea del belly-to-belly súplex ejecutada con un oponente sentado o parado en la parte superior del ring, mirando hacia adentro.